# Schizachyrium maclaudii
Schizachyrium maclaudii är en gräsart som först beskrevs av Jacq.-fél., och fick sitt nu gällande namn av Stanley Thatcher Blake. Schizachyrium maclaudii ingår i släktet Schizachyrium och familjen gräs. Inga underarter finns listade i Catalogue of Life.